# Mary Stocks, Baroness Stocks
Mary Danvers Stocks, Baroness Stocks (Geburtsname: Mary Danvers Brinton; * 25. Juli 1891 in London; † 6. Juli 1975) war eine britische Frauenrechtlerin, Wirtschaftswissenschaftlerin, Hochschullehrerin und Politikerin, die sich insbesondere für das Frauenwahlrecht einsetzte, von 1939 bis 1951 Leiterin (Principal) des Westfield College der Universität London war und 1966 als Life Peeress aufgrund des Life Peerages Act 1958 Mitglied des House of Lords wurde.

## Leben

### Studium, Frauenrechtlerin und Hochschullehrerin
Mary Brinton war nach dem Besuch der St Paul’s Girls School einige Jahre als freiwillige Sozialarbeiterin tätig, ehe sie ein Studium der Wirtschaftswissenschaften an der London School of Economics (LSE) aufnahm, das sie 1913 mit einem Bachelor of Science in Economics (B.Sc. Economics) abschloss. Bereits zu dieser Zeit begann sie mit ihrem Einsatz für Frauenrechte und engagierte sich insbesondere in der Frauenwahlrechtsbewegung National Union of Women’s Suffrage Societies (NUWSS), die 1918 die Einführung des Frauenwahlrechts in Großbritannien erreichte. Bei ihrer Arbeit wurde sie auch von ihrem Ehemann, dem Philosophen John Leofric Stocks, unterstützt, den sie am 16. Dezember 1913 in Kensington heiratete.
Während des Ersten Weltkrieges war Mary Stocks als Dozentin an der London School of Economics sowie am King’s College London tätig, ehe sie nach Kriegsende eine Tätigkeit als Dozentin für Wirtschaftsgeschichte am Somerville College sowie der Lady Margaret Hall der University of Oxford aufnahm.
Später trat sie der Nationalen Union der Gesellschaft für Bürgergleichheit NUSEC (National Union of Societies for Equal Citizenship) bei, die sie davon überzeugte, Familienplanung als Grundlage ihrer Arbeit aufzunehmen. Dabei half sie auch bei der Gründung der ersten Klinik für Geburtenkontrolle 1926 in Manchester und wurde auch stellvertretende Präsidentin der Workers’ Educational Association (WEA). Zwischen 1930 und 1936 fungierte sie auch als Friedensrichterin (Justice of the Peace).

### Principal des Westfield College und Oberhausmitglied
Nach dem Tode ihres Ehemannes 1937 kehrte Mary Stocks nach London zurück und wurde 1939 Principal des Westfield College, das sie bis 1951 leitete. In diese Zeit fiel die Verlegung des Westfield College zum St Peter’s College der University of Oxford während des Zweiten Weltkrieges von 1939 bis 1945. Nach Kriegsende und der Zurückverlegung nach London expandierte das College. Daneben wurden Stipendien und finanzielle Unterstützungen eingeführt, um dadurch Hochschulbildung für Studenten unterschiedlicher sozialer Schichten und Herkünfte zu ermöglichen.
In dieser Zeit kandidierte Mary Stocks als unabhängige progressive Kandidatin sowohl bei den Unterhauswahlen vom 5. Juli 1945 im Wahlkreis London University als auch bei einer Nachwahl (By-election) 1946 im Wahlkreis Combined English Universities für ein Abgeordnetenmandat im House of Commons, unterlag aber jeweils knapp.
Nach ihrem Rücktritt als Leiterin des Westfield College 1951 arbeitete sie als Moderatorin von Radio- und Fernsehprogrammen der BBC und engagierte sich neben einer Mitgliedschaft im Förderausschuss der Universität London auch weiterhin in sozialen und politischen Projekten. In dieser Zeit wurde sie auch Ehrendoktor der University of Manchester 1955, der University of Liverpool 1956 sowie der University of Leeds 1957.
Durch ein Letters Patent vom 17. Januar 1966 wurde Mary Stocks aufgrund des Life Peerages Act 1958 als Life Peer mit dem Titel Baroness Stocks, of the Royal Borough of Kensington and Chelsea, in den Adelsstand erhoben und gehörte damit bis zu ihrem Tod dem House of Lords als Mitglied an. Im Oberhaus schloss sie sich zunächst der Fraktion der Labour Party an, ehe sie zuletzt von 1974 bis 1975 dem House of Lords parteiunabhängig als Crossbencher angehörte.

## Veröffentlichungen
In ihren zahlreichen Büchern befasste sie sich mit verschiedenen politischen und wirtschaftspolitischen Themen, aber auch mit Personen wie Josephine Butler, Eleanor Rathbone und Ernest Simon, 1. Baron Simon of Wythenshawe. Des Weiteren verfasste sie auch einige Bühnenwerke. Zu ihren bedeutendsten Veröffentlichungen gehören:
- The Industrial State; a Social and Economic History of England, 1923
- Everyman of Everystreet, Mitautor George David Perrottet, 1933
- Hail Nero! A Reinterpretation of History in Three Acts, Sidgwick & Jackson, Limited, 1934
- Doctor Scholefield. An Incident of the Hungry Forties. A Play in Three Acts, 1936
- The Victorians, 1941
- Fifty Years in Every Street: The Story of the Manchester University Settlement, 1945
- Eleanor Rathbone: a biography, Gollancz, 1949
- The Workers’ Educational Association: the First Fifty Years, 1953
- The Philanthropist in a Changing World. Eleanor Rathbone Memorial Lecture, University Press, 1953
- A hundred years of district nursing, G. Allen & Unwin, 1960
- Josephine Butler and the Moral Standards of Today, 1961
- Ernest Simon of Manchester, 1963
- Philippa Strachey, 1872-1968, Fawcett Society, 1969
- My commonplace book, 1970
- Still more commonplace, 1973

### Leben
- Mary Danvers im Hansard (englisch)
- Eintrag in Cracroft’s Peerage
- Eintrag in Leigh Rayment Peerage
- Mary Danvers Brinton, Baroness Stocks auf thepeerage.com, abgerufen am 13. September 2016.
- Eintrag auf der Homepage von Queen Mary, University of London
- Eintrag im Centre for Advancement of Women in Politics

### Veröffentlichungsnachweis
- Veröffentlichungsnachweis in Google Books
- Veröffentlichungsnachweis in der Open Library
- Veröffentlichungsnachweis in The Online Books Page